# Tonya Kinzinger
Tonya Kinzinger (Monroe, 20 giugno 1968) è un'attrice statunitense che vive e lavora in Francia dal 1989.

## Biografia
In Italia è conosciuta principalmente come Jessica Lowry, la protagonista di Saint Tropez (Sous le soleil), soap opera francese iniziata nel 1996.
Da piccola era appassionata di danza, disciplina che ha praticato vari anni in una prestigiosa scuola di New York; verso fine anni ottanta, venne notata da un fotografo che la fece lavorare come modella a Parigi, dove in seguito decise di intraprendere la carriera di attrice.
Nel 1990 ha fatto parte del cast del film: "Coreografia di un delitto", con Alain Delon. Nel 1994 è apparsa nel telefilm Highlander e nel 2006 in alcune puntate della soap Beautiful, nella parte di Yvette St. Julienne.
Tonya è sposata dal 1998 con Bernard Lignon, ed ha un figlio: Sacha, nato nel 2003.

## Filmografia

### Attrice

#### Cortometraggi
- Tatoo (1998)
- Bienvenue aux acteurs anonymes (2012)

#### Film
- Coreografia di un delitto (1990)
- Fool Moon (2008)

#### Film TV
- Les dessous de la passion (1991)
- Les danseurs du Mozambique (1992)
- Presque célèbre (2009)

#### Serie TV
- Nestor Burma (1 episodio) (1992)
- Highlander (1 episodio) (1994)
- Placé en garde à vue (1 episodio) (1994)
- Extrême limite (54 episodi) (1994-1999)
- Saint Tropez (289 episodi) (1996-2008)
- Dark Realm (1 episodio) (2000)
- Largo Winch (1 episodio) (2003)
- Beautiful (3 episodi) (2007)
- L'été où tout a basculé (1 episodio) (2010)
- Camping paradis (1 episodio) (2011)